# نيت جيمس (مغن مؤلف)
نيت جيمس (بالإنجليزية: Nate James)‏ هو مغن مؤلف بريطاني، ولد في 15 سبتمبر 1979 في Lakenheath ‏ في المملكة المتحدة.

## وصلات خارجية
- نيت جيمس على موقع ميوزك برينز (الإنجليزية)
- نيت جيمس على موقع ديسكوغز (الإنجليزية)